# Trayvon Martin
Trayvon Benjamin Martin, född 5 februari 1995, död 26 februari 2012 i Sanford, Florida, var en 17-årig afroamerikansk pojke som blev skjuten till döds i ett grindsamhälle i Florida av den 28-årig frivillige bostadsområdesvakten George Zimmerman.
Det är fastställt att Zimmerman var gärningsmannen, men andra omständigheter är oklara. Trots att Martin var obeväpnad arresterades inte Zimmerman av den utryckande polisen med hänvisning till Floridas så kallade Stand your ground-lag, som innebär att den som fruktar för sitt liv får använda dödligt våld för att försvara sig, vilket väckte stor medial uppmärksamhet. 
Det har också fastställts att Zimmerman följde efter Martin, uppfattade honom som en suspekt figur, klädd i tröja med uppfälld huva, någon som inte hörde hemma i området. Zimmerman ringde polisen och rapporterade på lösa grunder Martin som misstänkt, någon som kanske höll på med narkotika. En bandinspelning visar att polisen gjorde klart att Zimmerman själv inte skulle följa efter Martin.
Efter en omfattande offentlig debatt om fallet åtalades Zimmerman för mord alternativt dråp på Martin. Efter en tre veckor lång rättegång friades Zimmerman i juli 2013.
Friandet av Zimmerman var den direkta orsaken att Alicia Garza och Patrisse Cullors startade hashtaggen #BlackLivesMatter, vilket senare växte till Black Lives Matter-rörelsen.